# Pseudanthessius newmanae
Pseudanthessius newmanae is een eenoogkreeftjessoort uit de familie van de Pseudanthessiidae. De wetenschappelijke naam van de soort is voor het eerst geldig gepubliceerd in 1997 door Humes.